# سنگ‌نوشته پهلوی قلعه استخر
سنگ نوشته پهلوی قلعه استخر مربوط به دوره ساسانیان است و در شهرستان مرودشت، بخش درودزن، دهستان ابرج، روستای بنی یکه، سطح شمال شرقی کوه استخر واقع شده و این اثر در تاریخ ۱۸ شهریور ۱۳۸۷ با شمارهٔ ثبت ۲۳۴۱۰ به‌عنوان یکی از آثار ملی ایران به ثبت رسیده است.